# Weldon (Illinois)
Weldon es una villa ubicada en el condado de DeWitt en el estado estadounidense de Illinois. En el Censo de 2010 tenía una población de 429 habitantes y una densidad poblacional de 611,21 personas por km².

## Geografía
Weldon se encuentra ubicada en las coordenadas 40°7′17″N 88°44′59″O / 40.12139, -88.74972. Según la Oficina del Censo de los Estados Unidos, Weldon tiene una superficie total de 0.7 km², de la cual 0.7 km² corresponden a tierra firme y (0%) 0 km² es agua.

## Demografía
Según el censo de 2010, había 429 personas residiendo en Weldon. La densidad de población era de 611,21 hab./km². De los 429 habitantes, Weldon estaba compuesto por el 97.9% blancos, el 0% eran afroamericanos, el 0% eran amerindios, el 0% eran asiáticos, el 0% eran isleños del Pacífico, el 0.93% eran de otras razas y el 1.17% pertenecían a dos o más razas. Del total de la población el 1.86% eran hispanos o latinos de cualquier raza.